# Voitze
Voitze [ˈføːt͡sə] ist ein Ortsteil der Gemeinde Tülau.

## Geographie
Voitze liegt rund 1,5 Kilometer nördlich von Tülau-Fahrenhorst in einer Geestlandschaft. Westlich von Voitze liegt das Waldgebiet Bickelsteiner Heide sowie der Ort Ehra. Östlich liegt Brome, drei Kilometer nördlich Wiswedel.

## Geschichte
Voitze wurde vermutlich zwischen dem 6. und 8. Jahrhundert als Rundling von den Wenden gegründet. Der Name stammt aus dem Altslawischen und heißt ‚Leute des Voj‘ bzw. ‚Ort des Voj‘, wobei Voj der Name eines Kriegers ist. 1337 wurde Voitze als Vödesse erstmals urkundlich erwähnt. Ab dem 15. Jahrhundert gehörte ein Teil des Ortes zur Mark Brandenburg, der andere zum Fürstentum Lüneburg. Im Dreißigjährigen Krieg wurde der Lüneburger Ortsteil von Truppen des Feldherrn Tilly schwer geschädigt. 1690 wurde eine Hirtenkate im Niemandsland zwischen den beiden Ortsteilen erwähnt. Dort brauchten uneheliche Mütter keine Strafzahlungen zu befürchten, so dass die Kate von Müttern aus dem gesamten Umland frequentiert wurde. 1692 wurde durch den Vertrag von Wallstawe auch die brandenburgische Dorfhälfte Voitzes an das Herzogtum Lüneburg-Celle übergeben. Zum Kirchgang nutzten die Voitzer Bürger lange die Kirche in Altendorf.
In der zweiten Hälfte des 19. Jahrhunderts wuchs der Ort an und wurde zum Straßendorf. Im Ersten Weltkrieg starben 18 Voitzer Männer, im Zweiten Weltkrieg 31; darunter waren drei Voitzer, die gegen Kriegsende im Dorf getötet wurden. 1965 wurde in Voitze eine Dörfergemeinschaftsschule für Voitze, Tülau-Fahrenhorst und Wiswedel gegründet. Seit 1973 gehen die Wiswedeler Kinder in Brome zur Schule, und in der Voitzer Schule wurde zusätzlich ein Kindergarten eingerichtet.
1919 lebten in Voitze 269 Personen. Bis 1939 stieg die Zahl auf 282; bis 1950 stieg sie wegen der Flüchtlingsströme auf 516 an. 1985 betrug die Einwohnerzahl 354. 1984 gab es dort 19 landwirtschaftliche Betriebe, um 2010 noch vier.
Die Gemeinde Voitze trat am 1. Juli 1965 der Samtgemeinde Brome bei. Am 1. Januar 1974 schloss sie sich mit Tülau-Fahrenhorst zur Gemeinde Tülau zusammen, die am 15. März 1974 Teil der neugegründeten Samtgemeinde Brome wurde.

## Infrastruktur
In Voitze befinden sich eine Grundschule, eine Kindertagesstätte und eine Krippe.
Voitze gehört zum evangelisch-lutherischen Pfarramt Brome II des Pfarrverbundes Brome-Tülau/Ehra.
Voitze liegt unmittelbar an der B 248. Sie verbindet den Ort mit Ehra-Lessien und Brome. Kreisstraßen führen nach Tülau-Fahrenhorst und Wiswedel. Voitze wird von Bussen der ZGB-Linien 160 (Wolfsburg–Brome) und 164 (Gifhorn–Brome) im Stundentakt angefahren.